# سيباستيان كوخ
سيباستيان كوخ (بالألمانية: Sebastian Koch) ‏مواليد 31 مايو 1962 في كارلسروه، ألمانيا الغربية، هو ممثل ألماني بدأ مسيرته الفنية عام 1990.

## الأعمال
- ستوفينبريغ
- حياة الآخرين
- غير معروف
- كاميلوت
- يوم مناسب لموت قاسي
- الفتاة الدانماركية
- جسر الجواسيس
- [[الكتاب الأسود (فيلم)

## وصلات خارجية
- سيباستيان كوخ على موقع IMDb (الإنجليزية)
- سيباستيان كوخ على موقع مونزينجر (الألمانية)
- سيباستيان كوخ على موقع قاعدة بيانات الأفلام العربية
- سيباستيان كوخ على موقع قاعدة بيانات الأفلام العربية
- سيباستيان كوخ على موقع ألو سيني (الفرنسية)
- سيباستيان كوخ على موقع ميوزك برينز (الإنجليزية)
- سيباستيان كوخ على موقع تيرنر كلاسيك موفيز (الإنجليزية)
- سيباستيان كوخ على موقع أول موفي (الإنجليزية)
- سيباستيان كوخ على موقع قاعدة بيانات الأفلام السويدية (السويدية)
- سيباستيان كوخ على موقع ديسكوغز (الإنجليزية)
- الموقع الرسمي
- {{اسم قاعد

فلم black book 2006ة بيانات الأفلام على الإنترنت|462407}}